# Sybra cinerea
Sybra cinerea es una especie de escarabajo del género Sybra, familia Cerambycidae. Fue descrita científicamente por Aurivillius en 1927.
Habita en Filipinas. Mide 11 mm.